# Черновка (приток Медведицы)
Черновка — река в России, протекает по Кашинскому району Тверской области. Устье реки находится в 54 км от устья реки Медведицы по левому берегу. Длина реки составляет 19 км, площадь водосборного бассейна — 139 км².

## Данные водного реестра
По данным государственного водного реестра России относится к Верхневолжскому бассейновому округу, водохозяйственный участок реки — Волга от Иваньковского гидроузла до Угличского гидроузла (Угличское водохранилище), речной подбассейн реки — бассейны притоков (Верхней) Волги до Рыбинского водохранилища. Речной бассейн реки — (Верхняя) Волга до Куйбышевского водохранилища (без бассейна Оки).
Код объекта в государственном водном реестре — 08010100812110000003851.

## Топографические карты
- Лист карты O-37-87 Кесова Гора. Масштаб: 1 : 100 000. Состояние местности на 1983 год. Издание 1986 г.
- Лист карты O-37-99 Ченцы. Масштаб: 1 : 100 000. Издание 1978 г.